# Sebastes steindachneri
Sebastes steindachneri är en fiskart som beskrevs av Hilgendorf, 1880. Sebastes steindachneri ingår i släktet Sebastes och familjen kungsfiskar. Inga underarter finns listade i Catalogue of Life.